# Ширукдух I
Ширукдух I (Сиртух I) — верховный правитель (суккаль-мах) Элама, правивший около 1800—1770 годов до н. э., из династии Эпартидов.

## Правление
Когда около 1800 года до н. э. умер верховный правитель Шилхаха, его племянника (сына его сестры) правителя Суз Аттахушу уже не было в живых. Так что трон наследовал следующий по старшинству брат Аттахушу Ширукдух. Тот, в свою очередь, назначил своим заместителем, правителем Элама и Симашки, опять же своего более младшего брата — Шимут-варташа. Оба они (подобно Аттахушу) называли себя сыновьями сестры Шилхахи, собственного имени которой мы не знаем, но она известна под своим прозвищем «милостивой матери» (амма хаштук). Ширукдух I, очевидно, не имел сыновей, поскольку поначалу, по восшествии на престол, он правил без наместника Суз. В конечном итоге он нашёл оригинальный выход из этого затруднительного положения, назначив управительницей Суз собственную мать, знаменитую сестру Шилхахи. Это единственный случай когда мы слышим об эламской княжне как о правительнице с официальным статусом. Неофициально конечно же женщины (в связке со своими мужьями) принимали довольно заметное участие в управлении; однако личное вхождение «милостивой матери» в состав триумвирата прецедентов не имело. Лишь после смерти прародительницы царей рода Эпарти Ширукдух I назначил правителем Суз своего племянника Сиве-палар-хуппака.
В правление триумвирата Ширукдуха I, его брата Шимут-варташа и племянника Сиве-палар-хуппака Элам столкнулся с периодом экспансии I вавилонской династии, осуществлявшейся под предводительством Хаммурапи. Вторая половина царствования Ширукдуха I определённо протекала в тени всё возрастающего могущества Хаммурапи; однако скудные источники не дают никаких более определённых указаний на сей счёт. Всего лишь одна табличка проливает свет на внешнюю политику Ширукдуха. Документ этот происходит из Шушшары, что близ современной Рании в иракском Курдистане; датируется он приблизительно 1790 годом до н. э.; в тексте утверждается, что Ширукдух, царь Элама, обратился в письме к некому Табиту с вопросом: «Почему страна Итабалхим не посылает ко мне эмиссара?» Эламское войско было готово к началу наступления, и Ширукдух обратил своё внимание на правителя гутиев (то есть на правителя страны между современным Хамаданом и озером Урмия). Он также передал под команду некоего Набили 12 тысяч воинов.
Данная табличка (хотя детали содержащейся в ней информации до сих пор невозможно поместить в более широкий контекст), делает явным две вещи: во-первых, что около 1790 года до н. э. Ширукдух I по-прежнему оставался «царём» Элама и, соответственно, независимым от Вавилонии; во-вторых, что он явно проводил наступательную внешнюю политику. Это, возможно, соответствует ряду утверждений содержащихся в письмах из Мари, датированных временем царя Зимри-Лима — если, конечно, эти тексты имеют отношение к Ширукдуху (в письмах, за редким исключением, не упоминаются имена правителей Элама, а только их титулы). В одном из таких писем говорится, что некий агент суккаля Элама, посланный к правителю Катны, на своём пути туда побывал в Мари. Понятно, впрочем, что сначала именно правитель Катны отправил своего эмиссара в Сузы, и это заставляет думать о том, что в это время Ширукдух обладал большой силой. И всё же титул «царь» нигде в письмах из Мари не встречается — всегда, когда имеется в виду Элам, здесь появляется титул «суккаль».
Другие документы из Мари показывают, что верховный правитель Элама заключил союз с Эшнунной и отправился к Эшнунне во главе своего войска. Очевидно этим верховным правителем является Ширукдух I. Союзники вышли совместным маршем в район расселения аморейского племени идамарац, и как раз в это время некий Хали-суму написал: «Никто не может защитить страну идамарац». Союзные войска осадили город Рацама. В ответ на призыв о помощи от Зимри-Лима, правителя Мари, Хаммурапи отправил войско для снятия осады с Рацамы, и отряды Элама и Эшнунны вынуждены были отступить. Ещё прежде, чем это случилось, верховный правитель Элама вернулся в Сузы; отныне он уже не посылал своих воинов в Эшнунну на подмогу своим союзникам. Весьма вероятно, что примерно в это время Ширукдух умер.
| Династия Эпартидов (Суккаль-махи) |                                            |                        |
| Предшественник: Шилхаха           | суккаль-мах Элама ок. 1800 — 1770 до н. э. | Преемник: Шимут-варташ |